# Збаражское княжество
Збаражского княжество — удельное вассальное княжество времён XV — XVI веков в составе Великого княжества Литовского (с 1569 года — Речи Посполитой). Включало земли Юго-Западной Волыни и Северного Подолья с центром в городе Збараж (ныне районный центр в Тернопольской области, Украина). Возникло на вотчинных землях князей Несвицких, происходящих из турово-пинских Рюриковичей. В 1434 году Фёдор Несвицкий признал вассалитет польского короля, предотвратив гибель для себя и сохранив наследственную нерушимость своего княжества (Збараж, Винница, Хмельник). В 1463 году его сын, Семён, именовался уже князем Збаражским. Збаражское княжество имело статус княжеской волости. Государственная администрация не вмешивалась в его внутренние дела; князья Збаражские безоговорочно, но на основе общегосударственных правовых актов осуществляли управление, собирали налоги и вершили суд. Они обязаны были оказывать военную помощь своему патрону и не имели самостоятельных внешних связей. Во второй половине XVI века Збаражское княжество фактически потеряло автономное устройство, его обладатели стали обычными королевскими вассалами — крупными землевладельцами. Формально же князья Збаражские, а после прекращения рода в 1621 году, их преемники, Вишневецкие, сохраняли титул правителей Збаражского княжества.

## Князья Збаражские
- Василий Фёдорович Збаражский
- Василий Васильевич Збаражский
- Семён Васильевич Збаражский
- Андрей Семёнович Збаражский
- Николай Андреевич Збаражский
- Стефан Андреевич Збаражский
- Януш Николаевич Збаражский
- Ежи Збаражский
- Кшиштоф Збаражский